# La Malédiction 4 : L'Éveil
Pour les articles homonymes, voir Malédiction (homonymie).
Série La Malédiction
La Malédiction finale
(1981) 666, la Malédiction
(2006)
Pour plus de détails, voir Fiche technique et Distribution.
La Malédiction 4 : L'Éveil (Omen IV: The Awakening) est un téléfilm américano-canadien réalisé par Jorge Montesi et Dominique Othenin-Girard et diffusé en 1991 à la télévision américaine. En France et dans certains pays, il est sorti en salles.
C'est le 4e film de la série La Malédiction, même si le personnage de Damien Thorn n'y apparait pas. Le téléfilm met en scène Gene et Karen York, un couple d'avocats, qui adoptent une petite fille nommée Delia. En grandissant, elle développe une personnalité étrange et une atmosphère inquiétante règne autour d'elle. Karen décide d'en savoir plus sur les origines de Delia. Ce qu'elle va découvrir est encore plus terrifiant.

## Synopsis
Gene York et sa compagne Karen se rendent dans un orphelinat administré par une religieuse, Sœur Yvonne, et recueillent une petite fille nommée Delia. Hormis un détail dans le comportement de la petite Delia et la crise cardiaque du prêtre chargé du baptême de l'enfant, tout semble normal.
7 ans plus tard, la petite Delia a grandi et son comportement change petit à petit : elle devient de plus en plus violente et apparait presque comme manipulatrice. Le médecin de famille, le Dr Hastings, attribue ce changement à la puberté, alors que d'étranges évènements se produisent. Les York engagent Jo Thueson comme baby-sitter pour s'occuper de Delia, pendant la campagne électorale de Gene, qui se présente comme sénateur.
Jo accompagne Delia à une fête foraine, en compagnie de son ami Noah. Pendant la balade, les médiums présents pour l'occasion sont victimes d'un malaise et Noah remarque un détail étrange sur une photo qu'il prend de Delia. La petite fille déclenche un incendie lors de l'évènement. De retour, Jo essaie d'en savoir plus au sujet de Delia et apprend la nature de l'enfant. Avant même de pouvoir faire part de ses découvertes, Jo est projetée au travers d'une fenêtre par le Rotweiler des York. Karen, la maman, assiste à cette scène, s'évanouit et est envoyée à l'hôpital où elle découvre qu'elle est enceinte.
Karen se montre méfiante envers Delia et rencontre le père James Mattson pour lui demander de l'aide. Ce dernier découvre que Delia est liée à l'Antéchrist.
Karen recrute le détective Earl Knight pour découvrir qui sont les vrais parents de Delia. Ses recherches aboutissent à Charlotte, en Caroline du Nord où l'on retrouve Sœur Yvonne, qui avait disparu, sous une nouvelle identité, alors qu'elle participe à d'étranges rituels. Earl interrompt l'une de ces cérémonies et montre une photo de la petite Delia. Ceci provoque une violente réaction, fatale à Sœur Yvonne. Juste avant sa mort, cette dernière dévoile des informations au sujet de Gene, le père adoptif de Delia. Earl décide d'envoyer un message à Karen pour la prévenir mais est tué lors d'un accident de chantier.
Pendant ce temps, Karen, en proie à une paranoïa croissante, accouche d'un petit garçon, Alexander. A son retour de l'hôpital, elle rencontre la nouvelle baby-sitter, Lisa Roselli. Karen est méfiante envers Delia et de son comportement vis à vis du nouveau-né. Elle est informée du décès de sœur Yvonne, de l'accident d'Earl et de la filiation entre Delia et Damien Thorn, un riche homme d'affaires décédé, soupçonné d'avoir été l'Antéchrist.
Elle découvre aussi que le Dr Hastings est membre d'une secte sataniste et décide de le rencontrer pour lui demander des explications. A cette occasion, elle découvre que Delia est en fait la protectrice du nouvel Antéchrist qui est en réalité, son frère Alexander. L'embryon de ce dernier a été transplanté par le Dr Hasting à l'intérieur de Karen. Karen tue le docteur puis Lisa la baby-sitter, membre également du même culte satanique. A son domicile, elle retrouve Delia qui l'attend avec son petit frère dans les bras. Delia montre à Karen les symboles 666, visibles sur les paumes des 2 enfants. Karen, ne peut se résoudre à tuer le bébé et se suicide.
Gene, Delia et le petit Alexander assistent finalement aux obsèques de Karen.

## Fiche technique
Sauf indication contraire, les informations mentionnées dans cette section peuvent être confirmées par les bases de données cinématographiques IMDb et Allociné,  présentes dans la section « Liens externes ».
- Titre original : Omen IV: The Awakening
- Titre français : La Malédiction 4 : L'Éveil
- Réalisation : Jorge Montesi et Dominique Othenin-Girard
- Scénario : Brian Taggert, d'après une histoire de Harvey Bernhard et Brian Taggert, d'après les personnages créés par David Seltzer
- Musique : Jonathan Sheffer
  - Musiques additionnelle : Jerry Goldsmith
  - Montage musical : Robert Randles
- Direction artistique : Lawrence F. Pevec
- Décors : Richard Wilcox
- Costumes : Susan De Laval
- Maquillage : Charles Porlier
- Coiffure : Roy Sidick
- Photographie : Martin Fuhrer
- Son : Robert Appere, Ron Estes, Howard Neiman, Gary D. Rogers
- Montage : Frank Irvine
- Production : Harvey Bernhard
  - Production déléguée : Mace Neufeld
  - Coproduction : Robert J. Anderson
- Sociétés de production : Harvey Bernhard Productions, en association avec Mace Neufeld Productionsee, présenté par FNM Films
- Sociétés de distribution : Fox Network (États-Unis, TV) ; Twentieth Century Fox (France, cinéma)
- Budget : n/a
- Pays de production :  États-Unis,  Canada
- Langue originale : anglais
- Format (TV) : couleur - 1,33:1 (Format 4/3) - son : Dolby
- Format (Cinéma) : couleur - 35 mm - 1,85:1 (Panavision) - son : Dolby
- Genre : horreur, fantastique, thriller
- Durée : 97 minutes
- Dates de sortie[1] :
  - États-Unis : 20 mai 1991 (diffusion TV)
  - France : 10 juillet 1991 (sortie nationale en salles)
- Classification :
  - États-Unis : ce programme contient des éléments que les parents peuvent considérer inappropriés pour les enfants (TV-PG)
  - France : interdit aux moins de 12 ans[2]
  - Québec : 13 ans et plus (13+ / 13 years and over)

## Distribution
- Faye Grant : Karen York
- Michael Woods : Gene York
- Michael Lerner : Earl Knight
- Madison Mason : Dr Hastings
- Ann Hearn : Jo Thueson
- Jim Byrnes : Noah
- Don S. Davis : Jake Madison
- Asia Vieira : Delia York
- Megan Leitch : Sœur Yvonne / Felicity
- Joy Coghill : Sœur Francesca
- David Cameron : Père Hayes
- Duncan Fraser : Père Mattson
- William B. Davis : un avocat

## Production
Le tournage a lieu à Vancouver au Canada.

### Musique
Bandes originales de La Malédiction
La Malédiction finale
(1981) La Malédiction
(2006)
La musique du film est composée par Jonathan Sheffer, qui succède à Jerry Goldsmith qui avait fait celle des trois précédents films. La musique est ici interprétée par l'Orchestre symphonique de Seattle.
Liste des titres
1. Main Title - 2:07
2. Baby (Love) - 2:35
3. Jo & Delia - 2:53
4. Psychic Fair - 2:37
5. Jo's Death - 1:37
6. Information - 3:25
7. Equus - 0:41
8. Jeromes' Ladder - 1:15
9. Delia Is Watching - 1:00
10. Lunch Boxing - 2:19
11. Clowns - 0:44
12. Baby Home - 1:15
13. Felicity - 4:43
14. Karen's Baby - 3:43
15. End - 4:31

## Éditions en vidéo
En France, le film La Malédiction 4 : L'Éveil est sorti en DVD le 4 janvier 2006.